# Cubot
Cubot è un marchio di smartphone Android e smartwatch prodotti in Cina. L'azienda ha sede a Shenzhen, Cina.

## Hardware
I dispositivi Cubot utilizzano processori MediaTek MTK.

## Modelli
I modelli precedenti e attuali includono:
- GT72, GT88, GT95, GT99
- One
- P7, P9, P10 [3]
- S108, S168, S208, S222, S308[4]
- X6
- X9
- X10
- X11
- X12
- X15
- X16
- X16S
- X17

X18
X18 plus
- R8 Smartwatch
- L9 Smartwatch
- P11
- Z100
- S9[5]
- H1
- H2
- Cheetah Phone
- Dinosaur
- Manito
- Cheetah 2